# Katie Holmes
Katie Holmes, właśc. Kate Noelle Holmes (ur. 18 grudnia 1978 w Toledo w stanie Ohio) – amerykańska aktorka, która zdobyła popularność rolą Joey Potter w telewizyjnym serialu dla młodzieży Jezioro marzeń (ang. Dawson's Creek), gdzie występowała w latach 1998–2003.
Udział w serialu, będący jej drugą profesjonalną rolą, uczynił ją gwiazdą. Jej role na dużym ekranie obejmują filmy od kina niskobudżetowego, jak Burza lodowa, przez thrillery, takie jak Porzucona, do hitów kinowych, jak Batman: Początek.
Na początku 2005 związała się z Tomem Cruise’em, którego żoną była w latach 2006–2012.

## Wczesne życie i kariera
Urodziła się w Toledo, w stanie Ohio, jako najmłodsze z pięciorga dzieci małżeństwa Kathleen A. – gospodyni domowej i Martina Josepha Holmesa seniora (ur. 1945) – prawnika, adwokata zajmującego się sprawami rozwodowymi. Dorastała w Corey Woods, w hrabstwie Lucas, w domku z cegły z 1862 z białym płotkiem. Jej rodzeństwo to: Tamera (ur. 1968), Holly Ann (ur. 1970), Martin Joseph Jr. (ur. 1970), który pracuje jako prawnik w Ohio, i Nancy Kay Blaylock (ur. 1975). Została ochrzczona w Kościele rzymskokatolickim, uczęszczała do kościoła Chrystusa Króla i szkół parafialnych w Toledo.
Ukończyła naukę w żeńskiej Notre Dame Academy, której absolwentką była także jej matka. W pobliskim męskim liceum St. John’s Jesuit występowała w szkolnych musicalach, grając kelnerkę w Hello, Dolly! i Lolę w Damn Yankees. Uzyskała wynik 1310 punktów (na 1600 możliwych) w teście SAT i została przyjęta na prestiżowy Uniwersytet Columbia (uczęszczała na semestr letni). Jej ojciec chciał, by została lekarzem. Brytyjski autor, opisując jej życie w 2003, powiedział: „Sposób, w jaki Holmes podchodziła do swojej edukacji, był tak amerykański jak placek z jabłkami: chodziła na treningi cheerleaderek, dostawała same piątki i uczyniła postanowienie, że pozostanie dziewicą aż do ślubu”.

## Kariera aktorska
Mając 14 lat zaczęła uczęszczać do szkoły modelek w Toledo, prowadzonej przez Margaret O’Brien, która w 1996 zabrała ją na pokaz talentów w Nowym Jorku. Wykonała tam monolog z filmu Zabić drozda. Taśma z przesłuchania została wysłana do szefa castingu filmu Burza lodowa, w reżyserii Anga Lee. Holmes została obsadzona w roli Libbets Casey, a w filmie główne role zagrali Kevin Kline i Sigourney Weaver. Ang Lee powiedział Toledo Blade, że aktorka dostała rolę, ponieważ „miała idealną ilość niewinności i wyrafinowania, jakie potrzebowaliśmy dla tej postaci. Ujęły mnie jej szeroko otwarte oczy. Jest naprawdę piękną dziewczyną, ale pokazuje też dużą inteligencję”.
W styczniu 1997 pojechała do Los Angeles. Był to okres, w którym kręcono piloty nowych seriali, w nadziei, że znajdą one stałe miejsce w ramówce. Toledo Blade donosi, że Holmes otrzymała wówczas propozycję zagrania głównej roli w serialu Buffy: Postrach wampirów, lecz ją odrzuciła. Sieć telewizyjna Columbia Tri-Star, producent nowego serialu Kevina Williamsona, zaprosiła ją na przesłuchanie do Los Angeles, ale kolidowało ono ze szkolnym przedstawieniem Katie – Damn Yankees. Holmes, nie chcąc zawieść kolegów ze szkoły, odpowiedziała Williamsonowi i WB, że nie da rady stawić się na castingu”. Producenci zgodzili się, by zamiast przesłuchania, wysłała im kasetę wideo. Na taśmie, nagranej w swojej piwnicy, Holmes odegrała rolę Joey Potter, najlepszej przyjaciółki tytułowego bohatera, Dawsona, którego rolę przeczytała jej matka. Scena zawierała rozmowę bohaterów o seksie i masturbacji. The Hollywood Reporter napisał później, że przesłuchanie Holmes „stało się legendą” i że „nikt nawet nie pomyślał, że to dziwne, iż jedna z głównych aktorek udziela przesłuchania przez Federal Express”. Holmes dostała rolę. Twórca i producent wykonawczy Kevin Williamson powiedział, że Holmes ma „unikatową kombinację talentu, piękna i umiejętności, które czynią jej drogę do Hollywood otwartą. Ale to dopiero początek. Spotkać ją, znaczy natychmiast ulec jej wdziękowi”. Dodał, że aktorka jest idealna do roli Joey Potter.
Holmes brała udział w nagrywaniu pilota Jeziora marzeń w Wilmington, podczas przerwy wiosennej roku 1997, będąc w ostatniej klasie szkoły średniej. Kiedy The WB rozpoczęło emisję serialu, Holmes przeprowadziła się do Wilmington. Wysoka (175 cm wzrostu) brunetka oczarowała prasę i dziennikarzy, który pisali o niej jako o dziewczynie, którą „każdy chciałby przyprowadzić do domu, przedstawić rodzicom i poślubić”. Od czasu dostania roli w serialu była nazywana m.in. „Audrey Hepburn swojego pokolenia”, z kolei Time nazwał ją „nieprawdopodobnie śliczną”, a Entertainment Weekly określił mianem „nowej idolki”. Variety, w recenzji pilota napisał, że Holmes „jest pewną siebie młodą artystką, która wypowiada swoje kwestie sprytnie i przekonująco”. Holmes zrobiła takie wrażenie w Hollywood, że New York Times donosił, iż każdy szuka teraz do obsady „typu Katie Holmes”, której postać, jak twierdził reporter „jest powrotem do lat 50.: inteligentna dziewczyna z sąsiedztwa (w przeciwieństwie do blond „słodkich idiotek”)”, reprezentowanych przez jej koleżankę z serialu, Michelle Williams. Lecz ten „typ” nie jest wcale mniej atrakcyjny, przez co magazyn Arena ogłosił ją „najbardziej uwodzicielsko seksowną kobietą telewizji. Gdziekolwiek. Serial emitowany był w latach 1998–2003, a Holmes jako jedyna z czwórki głównych aktorów wystąpiła we wszystkich 128 odcinkach. „Bardzo trudno było mi opuścić Wilmington, przebić tę bańkę mydlaną i żyć dalej. Nie lubię zmian. Z drugiej jednak strony, granie gdzie indziej stanowi miłą odmianę” – powiedziała w 2004.
W 2005 określiła swoją karierę filmową jako pasmo „niewypałów”. Najbardziej kasowy film z jej udziałem to Telefon, w którym zagrała jedynie epizod. „To nie jest tak, że propozycje gry w świetnych filmach po prostu na mnie czekają” – narzekała. Jej pierwsza większa rola to film Grzeczny świat z 1998, thriller, w którym zagrała zbuntowaną nastolatkę. Roger Ebert z Chicago Sun-Times napisał o postaci Rachel Wagner: „Ubiera się na czarno i lubi wygibasy na platformach pickupów; jest złą dziewczynką, której grozi zostanie bardzo grzeczną”. Katie otrzymała za tę rolę MTV Movie Award dla najlepszej przełomowej roli, pomimo to aktorka określiła ten film jako „okropny”.
Kolejna rola Holmes to znudzona kasjerka supermarketu, w cieszącym się uznaniem krytyków filmie Douga Limana, Go (1999). Zagrała nieuwzględnione w napisach cameo w Muppetach z kosmosu, wraz z kolegą z Jeziora marzeń Joshem Jacksonem. Film kręcono w Wilmington.
Niezadowolenie Kevina Williamsona ze swych szkolnych lat zaowocowało w 1999 filmem Jak wykończyć panią T.?, do którego napisał scenariusz i wyreżyserował. Katie zagrała tam szóstkową uczennicę, którą wredna nauczycielka (w tej roli Helen Mirren) chce za wszelką cenę pozbawić bardzo potrzebnego stypendium. W Cudownych chłopcach w reżyserii Curtisa Hansona, na podstawie powieści Michaela Chabona, Holmes dostała małą rolę (łącznie sześć i pół minuty czasu ekranowego), jednakże przyciągnęła uwagę wielu krytyków filmowych jako Hannah Green, utalentowana studentka, próbująca uwieść profesora Grady’ego Trippa (Michael Douglas), swojego wykładowcę, wynajmującego jej mieszkanie. Kenneth Turan z Los Angeles Times stwierdził, że „dobrze odnalazła się w roli piękności zakochanej w starszym mężczyźnie”. W Dotyku przeznaczenia z 2000, w reżyserii Sama Raimiego z Cate Blanchett w roli głównej, zagrała przeciwieństwo Joey Potter: zepsutą bogatą dziewczynę, sypiającą z kim popadnie: od socjopatycznego maltretującego żonę brutala (Keanu Reeves) po lokalnego adwokata (Gary Cole). Holmes wystąpiła tu w swojej pierwszej rozbieranej scenie, obnażając biust i pośladki w scenie, w której jej postać ginie z rąk narzeczonego (Greg Kinnear). O tej scenie powiedziała: „Mam nadzieję, że nie ma zbyt wielu pauz podczas oglądania filmu na DVD”. Jej występ magazyn Steven Kotler z magazynu Variety skomentował następująco: „Wydaje się, że widzimy tu nagą kobietę, tylko dlatego, że Katie Holmes postanowiła zerwać ze swoim ugrzecznionym wizerunkiem i wkroczyć bezwstydnie w nową przyszłość”. W Ohio, scena spotkała się z dezaprobatą. Russ Lemmon napisał w Toledo Blade:

Katie Holmes z Toledo, której popularność jest wprost proporcjonalna do jej własnego poziomu słodyczy i niewinności, obnaża swoje piersi w Dotyku przeznaczenia. . . Powiedz, że to nieprawda, Katie. . . Scena topless z udziałem Katie była zbędna. Nie wniosła nic do filmu . . Mam nadzieję, że chociaż zarobiła na niej o wiele wiele więcej, niż gdyby pojawiła się w niej ubrana. Mam też nadzieję, że zastrzegła sobie w kontrakcie jakiś procent ze sprzedaży i wypożyczeń DVD. Jeden z internautów z roughcut.com stwierdził: Scena topless z udziałem Katie gwarantuje, że „Dotyk przeznaczenia będzie najczęściej wypożyczanym przez nastoletnich (i nie tylko nastoletnich) chłopców DVD od czasu wynalezienia stopklatki” . . . Wydaje mi się, że cztery lata, jakie spędziła pielęgnując swój wizerunek zostały zmarnowane w zaledwie kilka sekund, w filmie, który prawdopodobnie okaże się niewypałem.

W Porzuconej, filmie zdobywcy Oscara, Stephena Gaghana, Holmes gra cierpiącą na niebezpieczne urojenia studentkę o imieniu Katie. Todd McCarthy z Variety i Roger Ebert pochwalili jej występ, ale w oczach innych krytyków jak i zwykłych widzów nie znalazł on uznania. Katie wystąpiła w roli kochanki głównego bohatera (Colin Farrell) w filmie Telefon (2002) i pielęgniarki opiekującej się Robertem Downey Jr. w Śpiewającym detektywie (2003). Następna jej rola to Wizyta u April (2003), komedia o wydarzeniach w patologicznej rodzinie w Dzień Dziękczynienia. Variety uznało ten występ za „jeden z najlepszych w jej karierze”. „Każdy z aktorów błyszczy” – napisał Elvis Mitchell, „nawet panna Holmes, której uroda chyba odebrała rozum jej poprzednim reżyserom”, grając „pannicę, która usiłuje odnaleźć w sobie odrobinę przyzwoitości, nie mówiąc już o tym, że posiłek który przygotowuje mógłby otruć całe hrabstwo. Jednak jej opryskliwość, jak i nieustępliwe dążenie, by Dziękczynienie się udało, wywołuje u widza śmiech”.
Zagrała tytułową Córkę prezydenta, w filmie z 2004, którego premiera opóźniła się o dziewięć miesięcy z powodu złych recenzji i fatalnej sprzedaży biletów. W filmie tym, w reżyserii Foresta Whitakera, Michael Keaton zagrał jej ojca, a Marc Blucas – chłopaka. Kirk Honeycutt z The Hollywood Reporter nazwał jej postać, Samanthę Mackenzie, „zdumiewającym przykładem tego, jak wytwórnia filmowa może spłycić i zmarnować umiejętności komediowe energicznej młodej gwiazdy”. W filmie z 2005 Batman: Początek, jak do tej pory najbardziej kasowym filmie w swojej karierze, zagrała Rachel Dawes, prawniczkę z Gotham City, ukochaną z dzieciństwa głównego bohatera. Variety było oszczędne w słowach. „Holmes jest OK”, było jedynym komentarzem do jej występu. Za tę rolę Katie została nominowana do Złotej Maliny dla najgorszej aktorki drugoplanowej. Holmes odrzuciła propozycję zagrania w kolejnym filmie o Batmanie, The Dark Knight, gdyż zdjęcia kolidowały z jej innym filmem – Mad Money. W postać Rachel Dawes wcieliła się więc Maggie Gyllenhaal.
W 2005, wystąpiła w filmowej wersji powieści satyrycznej Christophera Buckleya Dziękujemy za palenie o lobbyście tytoniowym (Aaron Eckhart), którego uwodzi grana przez Holmes reporterka z Waszyngtonu. Variety napisało, że Holmes jest „jednym z nielicznych słabych punktów filmu; brak jej choćby odrobiny sprytu, jaki powinien cechować bezlitosną dziennikarkę”, a The New York Times, że obsada jest „wyjątkowo dobra” z wyjątkiem Holmes, której „brakuje wiarygodności”.
Przyjęła propozycję gry w Shame on You, filmie biograficznym o życiu piosenkarza country Spade'a Cooleya w reżyserii Dennisa Quaida, jako żona, którą główny bohater (grany przez Quaida) zadeptał na śmierć. Jednak zdjęcia do filmu, którego plan miał się znajdować w Nowym Orleanie, zostały opóźnione przez huragan Katrina, a później Holmes wycofała się z powodu ciąży.

## Katie Holmes w mediach

### Występy w telewizji
Wystąpiła w Saturday Night Live z 24 lutego 2001, biorąc udział w parodii Jeziora marzeń, w której zakochuje się ona w postaci Mr. Peepers Chrisa Kattana i śpiewa „Hey, Big Spender” z musicalu Sweet Charity. W odcinku Punk'd z 9 listopada 2003 została „wkręcona” przez Ashtona Kutchera, a w kolejnym roku była bohaterką jednego z odcinków programu MTV, Diary.
Była częstym gościem popularnych amerykańskich talk-show:
- sześciokrotnie w The Late Show with David Letterman (24.09.1998, 23.03.1999, 16.08.1999, 7.02.2001, 15.10.2003, 9.06.2005)
- pięciokrotnie w Regis & Kelly (8.10.2001, 18.02.2002, 17.10.2002, 16.10.2003, 23.09.2004)
- czterokrotnie w The Late Night with Conan O’Brien (1.12.2000, 22.02.2001, 17.10.2002, 23.09.2004)
- trzykrotnie w The Rosie O’Donnell Show (15.04.1999, 30.11.2000, 7.02.2001)
- raz w The Tonight Show Jaya Leno (11.08.1999)[potrzebny przypis]

### Plebiscyty prasowe
- W 1998 szwedzki magazyn „Expressen Fredag” nadał jej tytuł „Årets Babe 98”[52]
- W czerwcu 1998 znalazła się na liście „10 najpiękniejszych ludzi” magazynu Seventeen[52]
- W latach 1998 i 1999 znalazła się na liście „21 najgorętszych gwiazd poniżej 21 roku życia” magazynu Teen People[52]
- Począwszy od 1999 była corocznie ogłaszana przez amerykańską, jak i brytyjską edycję magazynu FHM jedną z najseksowniejszych kobiet świata.
- Numer 26. w plebiscycie „100 najseksowniejszych gwiazd wszech czasów” magazynu Celebrity Skin z 2001[52]
- Numer 38. w plebiscycie „50 najseksowniejszych gwiazd wszech czasów” magazynu TV Guide z 2002[52]
- W 2003 magazyn People umieścił ją na liście „50 najpiękniejszych ludzi”, a jego siostrzany Teen People w tym samym roku na liście „25 najgorętszych gwiazd poniżej 25 roku życia”[53][54]
- W 2005 People uznał ją za jedną z dziesięciu najlepiej ubranych gwiazd[55]

### Udział w reklamach
Występowała w reklamach farby do włosów Lumia firmy Garnier, wyrobów skórzanych firmy Coach oraz kompanii odzieżowej Gap Inc.

## Życie prywatne
W 2002 nabyła dom w Wilmington. Gdy w 2003 zakończyły się zdjęcia do Jeziora marzeń, przeprowadziła się do Los Angeles, a następnie w 2005 do Nowego Jorku. Po ślubie z Tomem Cruise’em powróciła do Los Angeles. Holmes spotykała się z kolegą z planu Joshem Jacksonem przez cały pierwszy i część drugiego sezonu Jeziora marzeń. Związek zakończył się w bardzo zdrowej atmosferze. Aktorka powiedziała magazynowi Rolling Stone: „Zakochałam się, była to moja pierwsza miłość, i było to coś tak niesamowitego, nieopisanego, że nigdy tego nie zapomnę. I czuję się szczęśliwa, bo on jest teraz jednym z moich najlepszych przyjaciół”. Następnie Holmes związała się z aktorem Chrisem Kleinem, którego poznała w 2000. Zaręczyli się pod koniec 2003, ale na początku 2005 ich związek zakończył się. Prasa jako powód podawała „dystans wywołany rozwojem karier obojga aktorów”. Jesienią 2005 Klein skomentował rozstanie: „Dorośliśmy. Sen prysł, dała o sobie znać rzeczywistość”.

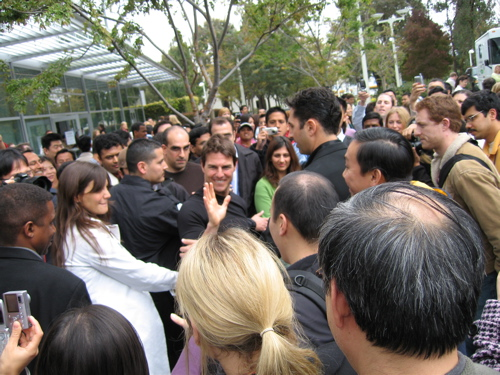
Tom Cruise i Katie Holmes na konferencji prasowej z Yahoo! w marcu 2006

Kilka tygodni po zakończeniu związku z Chrisem Kleinem zaczęła spotykać się z aktorem Tomem Cruise’em. Po raz pierwszy pojawili się publicznie razem 29 kwietnia 2005 w Rzymie, na rozdaniu nagród David di Donatello. Jej rodzina wyraziła poparcie dla tego związku. 23 maja Cruise wystąpił w The Oprah Winfrey Show i, skacząc po kanapie, publicznie manifestował swą miłość do Katie, a następnie udał się za kulisy, skąd wciągnął zawstydzoną aktorkę przed kamerę. 17 czerwca zaręczyli się na szczycie paryskiej Wieży Eiffla. Na konferencji prasowej, w obecności matki Katie, Cruise ogłosił tę nowinę, deklarując: „Dzisiejszy dzień jest dla mnie wspaniały. Jestem zaręczony ze wspaniałą kobietą”. Pierścionek zaręczynowy, symbolizujący ich zbliżające się małżeństwo, składał się z pięciokaratowego owalnego diamentu osadzonego w różowym złocie i platynie, w stylu art déco. 6 października 2005 Holmes i Cruise ogłosili, że spodziewają się dziecka. 18 kwietnia 2006, w rocznicę pierwszej randki z Cruise’em, w Saint John’s Health Center w Santa Monica Holmes urodziła córkę, Suri Cruise. Los Angeles Times cytował wypowiedź rzecznika Cruise’a, Arnolda Robinsona, że „wszyscy czują się wspaniale”, ale zaznaczał, iż „odmówił on podania jakichkolwiek szczegółów, mówiąc, że para nie życzy sobie żadnych komentarzy, ponadto, co ogłosiła. Odmówił podania czasu oraz miejsca porodu, reszty imienia Suri ani szczegółów na temat długości i przebiegu porodu”. Dziennik zamieścił streszczenie oświadczenia Cruise’a na temat narodzin, dodając, że imię Suri „ma korzenie hebrajskie oraz perskie. Po hebrajsku oznacza, 'księżniczkę', zaś po persku, 'czerwoną różę'”. Do września 2006 Suri nie była pokazywana światu, co skłoniło tabloidy do podważenia faktu istnienia dziecka, przeciwstawiając zachowanie pary innym, takim jak Angelina Jolie i Brad Pitt, pokazującym swoje nowo narodzone dzieci publicznie. Typowe reakcje z tego okresu pokazuje okładka Us Weekly z artykułem pt. „Gdzie jest Suri?”. Dopiero w październikowym numerze Vanity Fair opublikowano pierwsze zdjęcia dziewczynki wykonane przez Annie Leibovitz. W towarzyszącym zdjęciom artykule Holmes twierdziła: „nie próbowaliśmy niczego ukrywać” i narzekała na nachalne zainteresowanie prasy. „Wiem, co się wypisuje w prasie. Ale to jest moja przyszłość. To moja rodzina i bardzo się o nią troszczę. Te teksty nie są w porządku. Gryzie mnie to, ponieważ to nie jest OK”. 18 listopada 2006 Holmes i Cruise wzięli ślub w XV-wiecznym zamku Odescalchi w Bracciano we Włoszech. W scjentologicznej ceremonii wzięło udział wiele hollywoodzkich gwiazd. Włoskie władze stwierdziły, iż uroczystość była nieważna, gdyż nie wypełniono żadnych dokumentów. Rzecznik pary powiedział, że narzeczeni „zalegalizowali” związek w Los Angeles dzień przed włoską uroczystością. Dzień po ślubie państwo młodzi wybrali się w podróż poślubną na Malediwy. W marcu 2007 media doniosły, że Holmes rozmawiała telefonicznie ze swoją przyjaciółką Victorią Beckham o problemach w małżeństwie z Cruise’em. 28 czerwca 2012 złożyła pozew o rozwód, jako powód podając „różnice nie do pogodzenia”. Para rozwiodła się w tym samym roku.

### Scjentologia
Holmes, ochrzczona w kościele rzymskokatolickim, zainteresowała się scjentologią wkrótce po tym, jak zaczęła spotykać się z Cruise’em, długoletnim członkiem i gorącym orędownikiem kościoła scjentologicznego, a wychowanym także w wierze katolickiej. Wiele artykułów prasowych negatywnie komentowało zainteresowanie Katie religią Cruise’a, czyli scjentologią; niektóre sugerowały wręcz, że została do niej zmuszona bądź poddana praniu mózgu. Niedługo po rozpoczęciu związku z Cruise’em Holmes zwolniła swojego długoletniego managera i agentkę, zastępując ją nową „najlepszą przyjaciółką”, Jessicą Rodriguez, prominentną działaczką kościoła scjentologicznego, określaną jako część jego „rodziny królewskiej.” Rodriguez jest określana jako „scjentologiczny opiekun” Katie, gdyż nie odstępuje jej na krok i dyktuje, co należy mówić podczas wywiadów. Robert Haskell, autor obszernego artykułu o aktorce w magazynie W, powiedział: „Rodriguez przedstawiono mi jako jej „scjentologiczną przyzwoitkę” i jasne było, że będzie obecna podczas całej naszej rozmowy, pomimo moich protestów”. Kontrastowało to z wcześniejszymi wywiadami Holmes, które odnotowywały z zadowoleniem, że „przybyła bez wszechobecnych speców od PR”. W wywiadzie dla Diane Sawyer z ABC News z kwietnia 2006, Tom Cruise powiedział, że on i Holmes są „wyłącznie scjentologami” i że ich dziecko nie zostanie ochrzczone w Kościele katolickim.

## Filmografia
| Rok       | Tytuł polski Tytuł oryginalny                                   | Rola                    | Uwagi |
| 1997      | Burza lodowa The Ice Storm                                      | Libbets Casey           | Pierwsza profesjonalna rola |
| 1998–2003 | Jezioro marzeń Dawson's Creek                                   | Joey Potter             | Serial telewizyjny; rola główna |
| 1998      | Grzeczny świat Disturbing Behavior                              | Rachel Wagner           | Nominacja do Saturna w kategorii Najlepsza Rola Młodego Aktora lub Aktorki (wygrał Tobey Maguire za Miasteczko Pleasantville), MTV Movie Award w kategorii Najlepsza Przełomowa Rola Żeńska; wystąpiła w klipie zespołu The Flys do piosenki „Got You (Where I Want You)” z soundtracku filmu |
| 1999      | Go                                                              | Claire Montgomery       | |
| 1999      | Muppety z kosmosu Muppets from Space                            | Joey Potter             | Niewymienione w napisach filmu cameo |
| 1999      | Jak wykończyć panią T.? Teaching Mrs. Tingle                    | Leigh Ann Watson        | Pierwsza rola główna; razem z Barrym Watsonem nominacje do MTV Movie Award w kategorii Najlepszy Pocałunek (wygrały Sarah Michelle Gellar i Selma Blair za Szkołę uwodzenia), Teen Choice Award w kategorii Film – Wybierz Chemię (wygrali Courteney Cox i David Arquette za Krzyk 3)         |
| 2000      | Cudowni chłopcy Wonder Boys                                     | Hannah Green            | |
| 2000      | Dotyk przeznaczenia The Gift                                    | Jessica King            | |
| 2002      | Porzucona Abandon                                               | Katie Burke             | rola główna |
| 2003      | Telefon Phone Booth                                             | Pamela McFadden         | |
| 2003      | Śpiewający detektyw The Singing Detective                       | siostra Mills           | |
| 2003      | Wizyta u April Pieces of April                                  | April Burns             | rola główna; nominacja do nagrody Satelity w kategorii Najlepsza Aktorka w Komedii lub Musicalu (wygrała Diane Keaton za Lepiej późno niż później) |
| 2004      | Córka prezydenta First Daughter                                 | Samantha Mackenzie      | rola główna |
| 2005      | Batman: Początek Batman Begins                                  | Rachel Dawes            | Nominacja do Złotej Maliny w kategorii Najgorsza Aktorka Drugoplanowa (wygrała Paris Hilton za Dom woskowych ciał), nominacja do Saturna w kategorii Najlepsza Aktorka Drugoplanowa (wygrała Summer Glau za rolę w Serenity)                                                                  |
| 2005      | Dziękujemy za palenie Thank You for Smoking                     | Heather Holloway        | |
| 2008      | Skok na kasę Mad Money                                          | Jackie Truman           | |
| 2010      | The Romantics                                                   | Laura Rosen             | |
| 2010      | Nie bój się ciemności Don't Be Afraid of the Dark               | Kim                     | |
| 2011      | Sprawa zamknięta The Son of No One                              | Kerry White             | |
| 2011      | Jack i Jill Jack and Jill                                       | Erin Sadelstein         | Złota Malina za najgorszy duet filmowy |
| 2013      | Dni i noce Days and Nights                                      | Alex                    | |
| 2014      | Panna Meadows Miss Meadows                                      | Miss Meadows            | |
| 2014      | Dawca pamięci The Giver                                         | Matka Jonasa            | |
| 2015      | Złota dama Woman in Gold                                        | Pam                     | |
| 2015      | Touched with Fire                                               | Carla                   | także produkcja |
| 2016      | All We Had                                                      | Rita Carmichael         | także reżyseria i produkcja |
| 2017      | Coup d'Etat                                                     | Darlene Mills           | w produkcji |
| 2017      | Logan Lucky                                                     | Bobbie Jo Logan Chapman | |
| 2017      | Wielkie Wydarzenie A Happening of Monumental Proportions        | Sanitariuszka           | |
| 2017      | Rodzina Kennedych. Zmierzch legendy The Kennedys: After Camelot | Jacqueline Kennedy      | |
| 2017      | Responsible Adults                                              | Liz Quinn               | |
| 2018      | No Apologies                                                    | Hazel Otis              | |
| 2018      | Dear Dictator                                                   | Darlene Mills           | |
| 2018      | Ocean's 8                                                       | Katie Holmes            | |
| 2019      | Koda Coda                                                       | Helen Morrison          | |
| 2020      | Sekret: Odważ się marzyć The Secret: Dare to Dream              | Miranda Wells           | |
| 2020      | Brahms: The Boy II                                              | Liza                    | |

## Nagrody
- Złota Malina
  - Najgorzej męczące cele tabloidów: 2006 wraz z Tomem Cruise’em
  - Najgorsza ekranowa para: za  Jack i Jill (2011) z Al Pacino lub z Adamem Sandlerem
- Złoty Popcorn (MTV) Przełomowa rola żeńska: za Grzeczny świat (1998)